# BNXT League 2024-25
La BNXT League 2024-25 fue la cuarta temporada de la BNXT League, la principal liga de baloncesto profesional de Bélgica y Holanda. Se modificó el formato de esta temporada, ya que los equipos de ambos países ahora jugarán entre sí, de local y de visitante, en una temporada regular de todos contra todos. Los equipos se clasifican para sus playoffs nacionales según las clasificaciones, y los campeones de cada país jugarán entre sí en las finales de BNXT. Además, se introdujo el descenso para esta temporada, ya que el equipo que ocupe el último lugar en la clasificación descenderá.

### Equipos 2024-2025 y localización
Note: Lista de equipos en orden alfabético.
| Equipo              | Ciudad           | Pabellón                           | Capacidad    |
| Países Bajos        | Países Bajos     | Países Bajos                       | Países Bajos |
| ------------------- | ---------------- | ---------------------------------- | ------------ |
| BAL                 | Weert            | Sporthal Boshoven                  | 1000         |
| Den Helder Suns     | Den Helder       | Sporthal Quelderduijn              | 1250         |
| Donar               | Groningen        | MartiniPlaza                       | 4350         |
| Feyenoord           | Rotterdam        | Topsportcentrum Rotterdam          | 2500         |
| Heroes Den Bosch    | 's-Hertogenbosch | Maaspoort                          | 2800         |
| Landstede Hammers   | Zwolle           | Landstede Sportcentrum             | 1200         |
| LWD Basket          | Leeuwarden       | Kalverdijkje                       | 1700         |
| QSTA United         | Bemmel           | De Kooi                            | 650          |
| ZZ Leiden           | Leiden           | Vijf Meihal                        | 2000         |
| Bélgica             |                  |                                    |              |
| Antwerp Giants      | Antwerp          | Lotto Arena                        | 5218         |
| Brussels Basketball | Brussels         | Sports Complex Neder-Over-Heembeek | 1200         |
| Kangoeroes Mechelen | Mechelen         | Winketkaai                         | 1500         |
| Kortrijk Spurs      | Kortrijk         | Sportcampus Lange Munte            | 2400         |
| Leuven Bears        | Leuven           | Sportoase                          | 3400         |
| Limburg United      | Hasselt          | Alverberg Sporthal                 | 1730         |
| Mons-Hainaut        | Mons             | Mons Arena                         | 4000         |
| Okapi Aalst         | Aalst            | Okapi Forum                        | 2800         |
| Oostende            | Ostend           | Coretec Dôme                       | 5000         |
| Spirou              | Charleroi        | Spiroudome                         | 6200         |

## Temporada regular

### Clasificación
| Pos. | Equipo                             | PJ | G  | P  | GF   | GC   | DG   | Pts | Clasificación o descenso          |
| ---- | ---------------------------------- | -- | -- | -- | ---- | ---- | ---- | --- | --------------------------------- |
| 1    | Kangoeroes Basket Mechelen (C)     | 36 | 26 | 10 | 2936 | 2707 | +229 | 62  | Accede a Playoffs nacionales (BE) |
| 2    | House of Talents Spurs Kortrijk    | 36 | 26 | 10 | 3348 | 2792 | +556 | 62  | Accede a Playoffs nacionales (BE) |
| 3    | Filou Oostende                     | 36 | 26 | 10 | 3099 | 2712 | +387 | 62  | Accede a Playoffs nacionales (BE) |
| 4    | Hubo Limburg United                | 36 | 25 | 11 | 2924 | 2727 | +197 | 61  | Accede a Playoffs nacionales (BE) |
| 5    | Brussels Basketball                | 36 | 25 | 11 | 2827 | 2706 | +121 | 61  | Accede a Playoffs nacionales (BE) |
| 6    | Windrose Giants Antwerp            | 36 | 23 | 13 | 3028 | 2915 | +113 | 59  | Accede a Playoffs nacionales (BE) |
| 7    | Stella Artois Leuven Bears         | 36 | 22 | 14 | 2884 | 2645 | +239 | 58  | Accede a Playoffs nacionales (BE) |
| 8    | Heroes Den Bosch                   | 36 | 21 | 15 | 3004 | 2877 | +127 | 57  | Accede a Playoffs nacionales (NL) |
| 9    | Union Mons-Hainaut                 | 36 | 20 | 16 | 2891 | 2823 | +68  | 56  | Accede a Playoffs nacionales (BE) |
| 10   | LWD Basket                         | 36 | 20 | 16 | 2971 | 2998 | −27  | 56  | Accede a Playoffs nacionales (NL) |
| 11   | Spirou Basket                      | 36 | 19 | 17 | 2862 | 2701 | +161 | 55  |                                   |
| 12   | ZZ Leiden                          | 36 | 17 | 19 | 2750 | 2879 | −129 | 53  | Accede a Playoffs nacionales (NL) |
| 13   | Okapi Aalst                        | 36 | 16 | 20 | 2889 | 2904 | −15  | 52  |                                   |
| 14   | Donar Groningen                    | 36 | 13 | 23 | 2785 | 2992 | −207 | 49  | Accede a Playoffs nacionales (NL) |
| 15   | Den Helder Suns                    | 36 | 12 | 24 | 2630 | 2989 | −359 | 48  | Accede a Playoffs nacionales (NL) |
| 16   | Landstede Hammers                  | 36 | 12 | 24 | 2932 | 3076 | −144 | 48  | Accede a Playoffs nacionales (NL) |
| 17   | Zeeuw & Zeeuw Feyenoord Basketball | 36 | 9  | 27 | 2799 | 3143 | −344 | 45  |                                   |
| 18   | PrismaWorx BAL                     | 36 | 6  | 30 | 2527 | 3057 | −530 | 42  |                                   |
| 19   | QSTA United (R)                    | 36 | 4  | 32 | 2747 | 3190 | −443 | 40  |                                   |

 Fuente: BNXT League

### Resultados
| Local \ Visitante                  | BRU   | DHE     | DON    | HDB    | OOS    | SPU     | LIM    | MEC    | LAN    | ARI    | OKA   | BAL    | YOA    | SPI    | LEU   | MON     | ANT    | FEY    | ZZL    |
| ---------------------------------- | ----- | ------- | ------ | ------ | ------ | ------- | ------ | ------ | ------ | ------ | ----- | ------ | ------ | ------ | ----- | ------- | ------ | ------ | ------ |
| Brussels Basketball                | —     | 97–72   | 77–68  | 74–73  | 72–82  | 84–77   | 73–72  | 74–87  | 80–78  | 66–82  | 90–98 | 79–61  | 102–67 | 59–71  | 78–76 | 67–80   | 67–65  | 73–61  | 80–50  |
| Den Helder Suns                    | 73–93 | —       | 79–68  | 81–93  | 73–82  | 78–88   | 77–69  | 48–75  | 91–79  | 67–86  | 64–96 | 65–68  | 81–67  | 61–68  | 65–91 | 71–68   | 68–99  | 81–60  | 79–80  |
| Donar Groningen                    | 71–73 | 73–78   | —      | 98–102 | 78–112 | 70–99   | 80–92  | 75–85  | 104–78 | 71–72  | 91–84 | 72–62  | 76–72  | 69–65  | 82–76 | 79–92   | 88–82  | 95–62  | 65–74  |
| Heroes Den Bosch                   | 76–81 | 83–56   | 96–59  | —      | 78–89  | 80–87   | 85–57  | 95–84  | 96–94  | 97–99  | 80–61 | 84–80  | 78–79  | 87–79  | 82–76 | 89–70   | 91–84  | 81–92  |        |
| Filou Oostende                     | 70–76 | 94–83   | 95–68  | 96–84  | —      | 86–80   | 84–72  | 75–79  | 108–81 | 77–82  | 84–76 | 112–52 | 98–76  | 83–71  | 73–54 | 91–77   | 100–74 | 102–62 | 91–83  |
| House of Talents Spurs Kortrijk    | 79–80 | 92–71   | 124–79 | 73–71  | 91–80  | —       | 92–84  | 108–85 | 86–67  | 109–52 | 91–63 | 115–75 | 98–73  | 82–59  | 67–73 | 92–61   | 113–67 | 139–95 | 108–74 |
| Hubo Limburg United                | 94–89 | 84–44   | 83–66  | 92–61  | 68–76  | 99–97   | —      | 74–65  | 85–73  | 75–57  | 80–66 | 73–65  | 112–82 | 88–87  | 61–86 | 78–61   | 79–88  | 77–67  | 74–71  |
| Kangoeroes Basket Mechelen         | 86–89 | 93–67   | 85–62  | 72–69  | 74–64  | 93–91   | 76–65  | —      | 92–69  | 89–69  | 78–79 | 87–65  | 95–80  | 77–72  | 72–67 | 79–68   | 76–79  | 100–93 | 70–68  |
| Landstede Hammers                  | 84–81 | 96–90   | 65–83  | 97–101 | 79–60  | 71–89   | 69–84  | 69–75  | —      | 70–91  | 90–82 | 104–77 | 83–75  | 76–85  | 76–71 | 80–83   | 77–81  | 98–84  | 75–78  |
| LWD Basket                         | 74–83 | 95–70   | 64–73  | 80–92  | 86–92  | 105–80  | 89–98  | 89–85  | 100–89 | —      | 99–88 | 79–73  | 100–76 | 85–101 | 97–81 | 86–77   | 90–76  | 93–107 | 92–95  |
| Okapi Aalst                        | 68–82 | 110–62  | 93–91  | 93–61  | 90–82  | 84–83   | 76–80  | 65–79  | 80–87  | 64–82  | —     | 100–78 | 103–90 | 72–89  | 51–64 | 93–80   | 82–85  | 87–90  | 80–71  |
| PrismaWorx BAL                     | 67–61 | 80–74   | 71–92  | 51–72  | 64–97  | 58–93   | 78–90  | 70–77  | 80–89  | 94–85  | 61–66 | —      | 80–101 | 76–79  | 58–92 | 66–94   | 61–88  | 67–79  | 65–88  |
| QSTA United                        | 77–85 | 100–105 | 74–77  | 68–84  | 61–102 | 64–93   | 85–107 | 70–82  | 73–106 | 66–82  | 74–80 | 77–85  | —      | 77–87  | 55–86 | 111–113 | 70–85  | 85–65  | 71–76  |
| Spirou Basket                      | 79–83 | 77–83   | 80–68  | 78–85  | 77–80  | 92–75   | 85–73  | 89–75  | 71–67  | 62–74  | 72–81 | 78–89  | 78–60  | —      | 69–72 | 60–50   | 94–87  | 106–60 | 98–62  |
| Stella Artois Leuven Bears         | 86–72 | 91–67   | 75–73  | 80–91  | 77–91  | 74–86   | 85–68  | 90–93  | 104–77 | 85–48  | 90–75 | 74–57  | 90–85  | 73–69  | —     | 60–70   | 87–76  | 76–72  | 98–63  |
| Union Mons-Hainaut                 | 83–86 | 91–77   | 91–89  | 78–84  | 78–69  | 82–91   | 78–83  | 81–61  | 90–85  | 101–72 | 76–69 | 88–71  | 87–85  | 88–76  | 85–71 | —       | 79–73  | 96–71  | 71–77  |
| Windrose Giants Antwerp            | 89–76 | 64–75   | 113–71 | 98–79  | 74–72  | 101–100 | 69–73  | 84–79  | 104–93 | 88–78  | 95–87 | 88–73  | 82–76  | 72–94  | 78–83 | 75–70   | —      | 95–76  | 81–69  |
| Zeeuw & Zeeuw Feyenoord Basketball | 63–74 | 73–79   | 88–80  | 73–94  | 75–76  | 78–94   | 79–94  | 66–95  | 75–67  | 98–69  | 74–80 | 80–68  | 76–77  | 102–92 | 85–93 | 71–84   | 87–90  | —      | 74–94  |
| ZZ Leiden                          | 66–71 | 66–75   | 79–81  | 95–81  | 87–74  | 84–86   | 66–86  | 69–81  | 87–94  | 83–88  | 79–67 | 85–81  | 71–68  | 50–73  | 78–77 | 85–70   | 82–99  | 92–86  | —      |

## Playoffs nacionales
En los playoffs nacionales, los cuartos de final se jugarán al mejor de 3, con el formato (1–1–1), semifinales y final serán al mejor de 5, con el formato (1–1–1–1–1).
Los ocho mejores equipos belgas se clasifican para los play-offs, así como los seis mejores neerlandeses. 

### Bélgica

#### Cuadro
|  | Cuartos de final | Cuartos de final                | Cuartos de final |                     |   | Semifinales                     | Semifinales | Semifinales |  |   | Finales                    | Finales | Finales |  |
|  |                  |                                 |                  |                     |   |                                 |             |             |  |   |                            |         |         |  |
|  |                  |                                 |                  |                     |   |                                 |             |             |  |   |                            |         |         |  |
|  | 1                | Kangoeroes Basket Mechelen      | 2                |                     |   |                                 |             |             |  |   |                            |         |         |  |
|  | 1                | Kangoeroes Basket Mechelen      | 2                |                     |   |                                 |             |             |  |   |                            |         |         |  |
|  | 8                | Union Mons-Hainaut              | 0                |                     |   |                                 |             |             |  |   |                            |         |         |  |
|  | 8                | Union Mons-Hainaut              | 0                |                     | 1 | Kangoeroes Basket Mechelen      | 3           |             |  |   |                            |         |         |  |
|  |                  |                                 |                  |                     | 1 | Kangoeroes Basket Mechelen      | 3           |             |  |   |                            |         |         |  |
|  |                  |                                 | 4                | Hubo Limburg United | 2 |                                 |             |             |  |   |                            |         |         |  |
|  | 4                | Hubo Limburg United             | 4                | Hubo Limburg United | 2 | 2                               |             |             |  |   |                            |         |         |  |
|  | 4                | Hubo Limburg United             |                  |                     |   |                                 |             |             |  |   |                            |         |         |  |
|  | 5                | Brussels Basketball             | 0                |                     |   |                                 |             |             |  |   |                            |         |         |  |
|  | 5                | Brussels Basketball             | 0                |                     |   |                                 |             |             |  | 1 | Kangoeroes Basket Mechelen | 1       |         |  |
|  |                  |                                 |                  |                     |   |                                 |             |             |  | 1 | Kangoeroes Basket Mechelen | 1       |         |  |
|  |                  |                                 | 3                | Filou Oostende      | 3 |                                 |             |             |  |   |                            |         |         |  |
|  | 2                | House of Talents Spurs Kortrijk | 3                | Filou Oostende      | 3 | 2                               |             |             |  |   |                            |         |         |  |
|  | 2                | House of Talents Spurs Kortrijk |                  |                     |   |                                 |             |             |  |   |                            |         |         |  |
|  | 7                | Stella Artois Leuven Bears      | 1                |                     |   |                                 |             |             |  |   |                            |         |         |  |
|  | 7                | Stella Artois Leuven Bears      | 1                |                     | 2 | House of Talents Spurs Kortrijk | 1           |             |  |   |                            |         |         |  |
|  |                  |                                 |                  |                     | 2 | House of Talents Spurs Kortrijk | 1           |             |  |   |                            |         |         |  |
|  |                  |                                 | 3                | Filou Oostende      | 3 |                                 |             |             |  |   |                            |         |         |  |
|  | 3                | Filou Oostende                  | 3                | Filou Oostende      | 3 | 2                               |             |             |  |   |                            |         |         |  |
|  | 3                | Filou Oostende                  |                  |                     |   |                                 |             |             |  |   |                            |         |         |  |
|  | 6                | Windrose Giants Antwerp         | 1                |                     |   |                                 |             |             |  |   |                            |         |         |  |
|  | 6                | Windrose Giants Antwerp         | 1                |                     |   |                                 |             |             |  |   |                            |         |         |  |
|  |                  |                                 |                  |                     |   |                                 |             |             |  |   |                            |         |         |  |

#### Cuartos de final
| Equipo 1                        | Series | Equipo 2                   | 1.er partido | 2.º partido | 3.er partido |
| ------------------------------- | ------ | -------------------------- | ------------ | ----------- | ------------ |
| Kangoeroes Basket Mechelen      | 2–0    | Union Mons-Hainaut         | 85–80        | 92–67       | —            |
| House of Talents Spurs Kortrijk | 2–1    | Stella Artois Leuven Bears | 86–82        | 83–92       | 87–79        |
| Filou Oostende                  | 2–1    | Windrose Giants Antwerp    | 100–81       | 90–92       | 76–73        |
| Hubo Limburg United             | 2–0    | Brussels Basketball        | 86–82        | 82–77       | —            |

#### Semifinales
| Equipo 1                        | Series | Equipo 2            | 1.er partido | 2.º partido | 3.er partido | 4.º partido | 5.º partido |
| ------------------------------- | ------ | ------------------- | ------------ | ----------- | ------------ | ----------- | ----------- |
| Kangoeroes Basket Mechelen      | 3–2    | Hubo Limburg United | 95–84        | 91–85       | 78–91        | 71–80       | 85–78       |
| House of Talents Spurs Kortrijk | 1–3    | Filou Oostende      | 85–86        | 91–98       | 103–96       | 75–78       | —           |

#### Finals
| Equipo 1                   | Series | Equipo 2       | 1.er partido | 2.º partido | 3.er partido | 4.º partido | 5.º partido |
| -------------------------- | ------ | -------------- | ------------ | ----------- | ------------ | ----------- | ----------- |
| Kangoeroes Basket Mechelen | 1–3    | Filou Oostende | 77–76        | 49–96       | 70–93        | 76–100      | —           |

### Países Bajos

#### Cuadro
|  | Cuartos de final | Cuartos de final  | Cuartos de final |                 |   | Semifinales      | Semifinales | Semifinales |  |   | Finales          | Finales | Finales |  |
|  |                  |                   |                  |                 |   |                  |             |             |  |   |                  |         |         |  |
|  |                  |                   |                  |                 |   |                  |             |             |  |   |                  |         |         |  |
|  | 4                | Donar Groningen   | 2                |                 |   |                  |             |             |  |   |                  |         |         |  |
|  | 4                | Donar Groningen   | 2                |                 |   |                  |             |             |  |   |                  |         |         |  |
|  | 5                | Den Helder Suns   | 0                |                 |   |                  |             |             |  |   |                  |         |         |  |
|  | 5                | Den Helder Suns   | 0                |                 | 1 | Heroes Den Bosch | 3           |             |  |   |                  |         |         |  |
|  |                  |                   |                  |                 | 1 | Heroes Den Bosch | 3           |             |  |   |                  |         |         |  |
|  |                  |                   | 4                | Donar Groningen | 0 |                  |             |             |  |   |                  |         |         |  |
|  | 3                | ZZ Leiden         | 4                | Donar Groningen | 0 | 2                |             |             |  |   |                  |         |         |  |
|  | 3                | ZZ Leiden         |                  |                 |   |                  |             |             |  |   |                  |         |         |  |
|  | 6                | Landstede Hammers | 0                |                 |   |                  |             |             |  |   |                  |         |         |  |
|  | 6                | Landstede Hammers | 0                |                 |   |                  |             |             |  | 1 | Heroes Den Bosch | 3       |         |  |
|  |                  |                   |                  |                 |   |                  |             |             |  | 1 | Heroes Den Bosch | 3       |         |  |
|  |                  |                   | 3                | ZZ Leiden       | 0 |                  |             |             |  |   |                  |         |         |  |
|  |                  |                   | 3                | ZZ Leiden       | 0 |                  |             |             |  |   |                  |         |         |  |
|  |                  |                   |                  |                 |   |                  |             |             |  |   |                  |         |         |  |
|  |                  |                   |                  |                 |   |                  |             |             |  |   |                  |         |         |  |
|  |                  | 2                 | LWD Basket       | 2               |   |                  |             |             |  |   |                  |         |         |  |
|  |                  |                   |                  | 2               |   |                  |             |             |  |   |                  |         |         |  |
|  |                  |                   | 3                | ZZ Leiden       | 3 |                  |             |             |  |   |                  |         |         |  |
|  |                  |                   | 3                | ZZ Leiden       | 3 |                  |             |             |  |   |                  |         |         |  |
|  |                  |                   |                  |                 |   |                  |             |             |  |   |                  |         |         |  |
|  |                  |                   |                  |                 |   |                  |             |             |  |   |                  |         |         |  |
|  |                  |                   |                  |                 |   |                  |             |             |  |   |                  |         |         |  |
|  |                  |                   |                  |                 |   |                  |             |             |  |   |                  |         |         |  |

#### Cuartos de final
| Equipo 1        | Series | Equipo 2          | 1.er partido | 2.º partido | 3.er partido |
| --------------- | ------ | ----------------- | ------------ | ----------- | ------------ |
| ZZ Leiden       | 2–0    | Landstede Hammers | 103–71       | 83–81       | —            |
| Donar Groningen | 2–0    | Den Helder Suns   | 85–75        | 78–72       | —            |

#### Semifinales
| Equipo 1         | Series | Equipo 2        | 1.er partido | 2.º partido | 3.er partido | 4.º partido | 5.º partido |
| ---------------- | ------ | --------------- | ------------ | ----------- | ------------ | ----------- | ----------- |
| Heroes Den Bosch | 3–0    | Donar Groningen | 105–72       | 96–72       | 96–68        | —           | —           |
| LWD Basket       | 2–3    | ZZ Leiden       | 80–90        | 67–89       | 89–81        | 84–82       | 85–90       |

#### Finales
| Equipo 1         | Series | Equipo 2  | 1.er partido | 2.º partido | 3.er partido | 4.º partido | 5.º partido |
| ---------------- | ------ | --------- | ------------ | ----------- | ------------ | ----------- | ----------- |
| Heroes Den Bosch | 3–0    | ZZ Leiden | 85–72        | 90–63       | 86–67        | —           | —           |